# Jupiter et le Métayer
Jupiter et le Métayer est la quatrième fable du livre VI de Jean de La Fontaine situé dans le premier recueil des Fables de La Fontaine, édité pour la première fois en 1668.
Jupiter eut jadis une ferme à donner.

Mercure en fit l'annonce, et gens se présentèrent,

        Firent des offres, écoutèrent:

        Ce ne fut pas sans bien tourner.

        L'un alléguait que l'héritage

Était frayant et rude, et l'autre un autre si.

        Pendant qu'ils marchandaient ainsi,

Un d'eux, le plus hardi, et non pas le plus sage,

Promit d'en rendre tant pourvu que Jupiter

        Le laissât disposer de l'air,

        Lui donnât saison à sa guise,

Qu'il eût du chaud, du froid, du beau temps, de la bise,

        Enfin du sec et du mouillé,

        Aussitôt qu'il aurait baillé.

Jupiter y consent. Contrat passé, notre homme

Tranche du roi des airs, pleut, vente, et fait en somme

Un climat pour lui seul. Ses plus proches voisins

Ne s'en sentaient non plus que les Américains.

Ce fut leur avantage, ils eurent bonne année, 

        Pleine moisson, pleine vinée.

Monsieur le receveur fut très mal partagé.

        L'an suivant, voilà tout changé:

        Il ajuste d'une autre sorte

        La température des cieux.

        Son champ ne s'en trouve pas mieux;

Celui de ses voisins fructifie et rapporte.

Que fait-il? Il recourt au monarque des dieux;

        Il confesse son imprudence.

Jupiter en usa comme un maître fort doux.

        Concluons que la Providence

        Sait ce qu'il nous faut mieux que nous.
— Jean de La Fontaine, Fables de La Fontaine, Jupiter et le métayer